# Hoeve Bloemberg
Hoeve Bloemberg is een oude krukhuisboerderij en gemeentelijk monument aan het Zuidereind bij Baarn in de provincie Utrecht. In 2013 verkeert het gebouw in een erbarmelijke staat.
De naam Bloemberg wordt als Bloemenberge reeds genoemd in een leenregister van Gaasbeek uit 1456die timmeringhe ende huijsinghe staende op die hoffstede geheten Ramhorst gelegen toe Bloemenberge. Het huidige voorhuis is een van de oudste boerderijen van Baarn. De gevels aan het Zuidereind zijn in de loop der tijden meerdere keren gerestaureerd. De muizentandlijst wijst op een oorsprong uit de 17de eeuw.
Het woongedeelte van het huidige Bloemberg is bepleisterd. De opkamer heeft twee Franse balkons, het kelderraam is voorzien van diefijzers. De schuur aan de linkerzijde is waarschijnlijk gebruikt als wagenschuur en veestal.